# 群分離
群分離（ぐんぶんり、英: partitioning）とは、使用済核燃料の再処理により生じる高レベル放射性廃棄物の処分をより安全に行うために、その中から問題となる核種を半減期や化学的性質に応じたグループに分離することを言う。

## 概要
使用済み燃料の再処理に伴って、放射能高レベル廃液（Highly Active Liquid Waste；HALW）
が必然的に生成される。この放射能高レベル廃液には、核分裂生成物（fission product；FP）や超ウラン元素（Transuranic；TRU）などが含まれている。この核分裂生成物の中には1000年程度の長寿命核種であり相対的毒性が高い 90Sr および 137Cs 並びに超ウラン元素の中にはさらにそれを超える超長寿命核種で相対的毒性も高いアルファ核種が含まれており、一口に放射性物質といっても毒性や半減期など性質が異なるものが放射能高レベル廃液に混在して含まれている。
そのため、放射能高レベル廃液を長年月にわたって安全管理するには、放射能高レベル廃液をいろいろなものが混在したままの状態で扱うよりも
- アルファ核種群
- 長寿命の主要核分裂生成物核種である 90Sr, 137Cs 群
- 短寿命核種群

などの群にまず大きく分離し（これを群分離（partitioning）と呼ぶ）、分離したものについて個別に扱う方が良い。
群分離することにより、性質に応じた処分法を選択することが可能で、対象によっては核変換技術を適用することにより長期毒性を減らせる可能性があり、放射性廃棄物の処分面積を減らすことが出来ると試算されている。現状は、実験室レベルの技術開発に成功しているが、スケールアップや二次廃棄物の低減などの課題が残されている。

### 核分裂生成物 (FP) 廃棄物の再利用
現在、放射性廃棄物からはコバルト60 (60Co)、セシウム137 (137Cs) が医療用ベータ線源及びガンマ線照射用として、テクネチウム99m (99mTc)、ヨウ素131 (131I) がシンチグラフィ及び放射線医療用に単離され用いられている。またストロンチウム90とセシウム137が高レベル廃棄物の発熱の大きな原因になっているので、これらを分離して熱源/放射線発生源として利用し、発熱の少ない核分裂生成物だけガラス固化して保管場所を節約する案も検討もされているほか、触媒用の白金族やジスプロシウムなどの高価な希少金属の回収も検討もされている。放射性廃棄物の再利用はメリットもあるが、後述の通り環境汚染等のリスクもある。また放射性廃棄物の再利用には限界があり、すべて利用できるわけではない。

## 分離対象
日本での研究では以下の4種類に群分離することが提案されている。
- マイナーアクチノイド(MA)およびテクネチウム等（LLFP)

マイナーアクチノイドは放射性は低いが長寿命核種が含まれる。核分裂性物質であり、高速炉や加速器駆動未臨界炉による核変換の対象となり得る。
- テクネチウムは超長半減期核分裂生成物(LLFP)として核変換の対象として考えられている。

- 有用元素

白金族等はガラス固化を行う上で障害となる一方貴金属であり枯渇が心配されている。これを分離し貯蔵することで封入して触媒とするなど資源としての活用が考えられる。
- 発熱性元素

セシウム137やストロンチウム90といった高発熱の核分裂生成物が含まれる。これらはガラス固化体よりも滲出率の小さい焼結体に出来る可能性がある。熱源利用も考えられる。130年間の冷却後に320年間長期貯蔵することでTRU廃棄物と同等の毒性に出来ると想定されている。
- その他の元素

長期毒性は低く放射能は低いので、ガラス固化体にして地層処分を行う。5年間の冷却後、45年間の貯蔵を行うことでTRU廃棄物と同等の廃棄物とできる。発熱物を除去してあるので、群分離を行わない場合より高密度に廃棄することが可能で、処分面積の低減につながる。発熱性元素と併せ、貯蔵中の所要面積も数分の1になり最終保管場の不安・負担が軽減される。
その一方、プロセスが増えることによるコスト増および、そのプロセスで汚染された低レベル放射性廃棄物が増加することもあり、100年以上原子力を使わない場合のメリットが薄いとされている。